# Anne-Marie de Melun
Pour les articles homonymes, voir Melun (homonymie).
Anne-Marie de Melun ( † 25 juillet 1634), fille de Hugues II de Melun (1520 † 13 août 1553), 2e comte puis 1er prince d'Épinoy et du Saint-Empire (1545), était une aristocrate, dans les Pays-Bas méridionaux.

## Biographie
Philippe II avait ordonné que les biens de Robert de Melun passeraient à ses sœurs, à l'exclusion de Pierre de Melun, prince d'Épinoy qui s'était réfugié en France et contre lequel le monarque restait toujours implacable. L'aînée, Hélène de Melun, comtesse de Berlaimont, mourut sans postérité ; sa sœur Anne-Marie, épouse de Lamoral Ier, prince de Ligne, devint alors seule propriétaire des biens de la maison de Melun, et à la mort de sa mère, en 1593, elle fut également mise en possession, par la protection de l'Espagne, de tous les biens de la maison de Werchin, quoiqu'ils eussent été légués par Yolente de Werchin à son fils exilé. C'est ainsi que la seigneurie de Roubaix passa entre les mains des princes de la maison de Ligne.
Henri IV avait fait insérer dans le traité de paix signé à Vervins, le 2 mai 1598, un article particulier en faveur des enfants mineurs de Pierre de Melun, dont son ministre Sully était l'oncle et le tuteur. Cet article abolissait l'effet des confiscations encourues pendant la guerre et portait en outre qu'il serait fait bonne et briève justice à la veuve et aux enfants du prince d'Épinoy pour les biens qui leur appartenaient dans le pays du roi catholique.
Mais Anne-Marie ayant objecté que la confiscation faite par suite de la révolte des Provinces-Unies ne regardait pas la France, Henri IV, qui prenait l'intérêt le plus vif à cette affaire, fit remettre à l'archiduc Albert un mémoire que Sully avait rédigé lui-même en faveur des princes d'Épinoy. Grâce à l'intervention du roi de France, l'archiduc proposa, en 1602, une transaction entre les deux familles, qui rendit à Guillaume III de Melun, resté seul héritier de son père, une partie des biens paternels et laissa ainsi la seigneurie de Roubaix à la princesse de Ligne. Les tuteurs du jeune prince durent se contenter de cette concession apparente, puisqu'un refus eût entraîné la perte totale des héritages contestés, placés tous sous la domination espagnole ; mais au traité signé à Anvers, le 13 avril 1609, entre l'Espagne et les États généraux des Provinces-Unies, l'article 13 annulant toutes les confiscations faites à l'occasion des troubles de 1567, et cela nonobstant tout engagement ou transaction particulière, les enfants du prince d'Épinoy, compris dans cet article, devaient rentrer dans tous leurs biens, malgré la transaction faite avec la princesse de Ligne par leurs tuteurs.
Le prince de Ligne (Lamoral Ier), tout-puissant à la cour d'Espagne, chercha à obtenir un ajournement, et comme le roi de France intervint encore avec instance près de l'archiduc pour l'exécution du traité, il proposa un nouvel arrangement par lequel il cédait tous les biens de la maison de Melun, sauf la baronnie d'Antoing, dont il devait rembourser la valeur, mais il se réservait toujours l'héritage de Werchin, gardant dès lors la seigneurie de Roubaix.
Guillaume de Melun, alors mineur, âgé de 20 ans, protesta contre cet arrangement, accepté cependant par ses tuteurs, approuvé par lettres patentes de Louis XIII, des États généraux des Provinces-Unies et du roi d'Angleterre, et qui, au dire de Sully, lui rendait 120 mille livres de rente. Il mourut en 1635. Les réclamations de ses enfants furent produites pendant les conférences pour la paix de Munster, et confirmées par ce traité célèbre qui, en reconnaissant l'indépendance des Provinces-Unies, annula de nouveau les confiscations, suites des troubles qui l'avaient préparée. Mais la guerre continuée entre la France et l'Espagne (guerre franco-espagnole) rendit encore nulles ces stipulations, et le traité des Pyrénées, en 1659, confirmant celui de Vervins et proclamant tous leurs droits, ne purent faire rentrer les descendants de Pierre de Melun dans des biens relevant d'un pays où leur adversaire était en faveur, et où on n'avait pas oublié l'origine de la contestation. Il fallut une nouvelle guerre et un nouveau traité de paix pour les remettre en possession d'une seigneurie que des actes qui avaient disposé de provinces entières et créé même des nations, n'avaient pu leur rendre.
Le prince et la princesse de Ligne firent entériner, le 23 janvier 1601, les lettres d'érection du marquisat de Roubaix que Robert de Melun, leur frère, n'avait pu faire enregistrer au milieu des guerres continuelles où il s'était trouvé.
Ils donnèrent, en 1603, à l'hôpital Sainte-Élisabeth de Roubaix une pièce de terre de 1 400 verges, à la Croisette du Pret, pour l'obit de leur mère la princesse d'Épinoy. Ils instituèrent, le 9 décembre 1606, la Compagnie des canonniers de Roubaix, sous le titre de Confrérie de Madame Sainte-Barbe ; et firent, en 1615, rapport et dénombrement de la terre de Roubaix.
Anne-Marie de Melun survécut à son mari jusqu'en 1634.

## Ascendance et postérité
Mariée le 1er février 1584 avec le prince de Ligne, ils eurent ensemble :
1. Yolande (18 mars 1585 † 25 août 1611), mariée le 23 octobre 1599 avec Charles-Alexandre (1581-1624), duc de Croÿ, dont une fille ;
2. Florent (13 août 1588 † 17 avril 1622), marquis de Roubaix, baron d'Antoing, 1er prince d'Amblise (20 avril 1608), marié avec Louise de Lorraine-Chaligny, dont postérité ;
3. Anne (1590 † 12 décembre 1651), mariée avec Felipe Folch de Cardona ( † 1619 - Bruxelles), 4e marquis de Guadalest, dont une fille ;

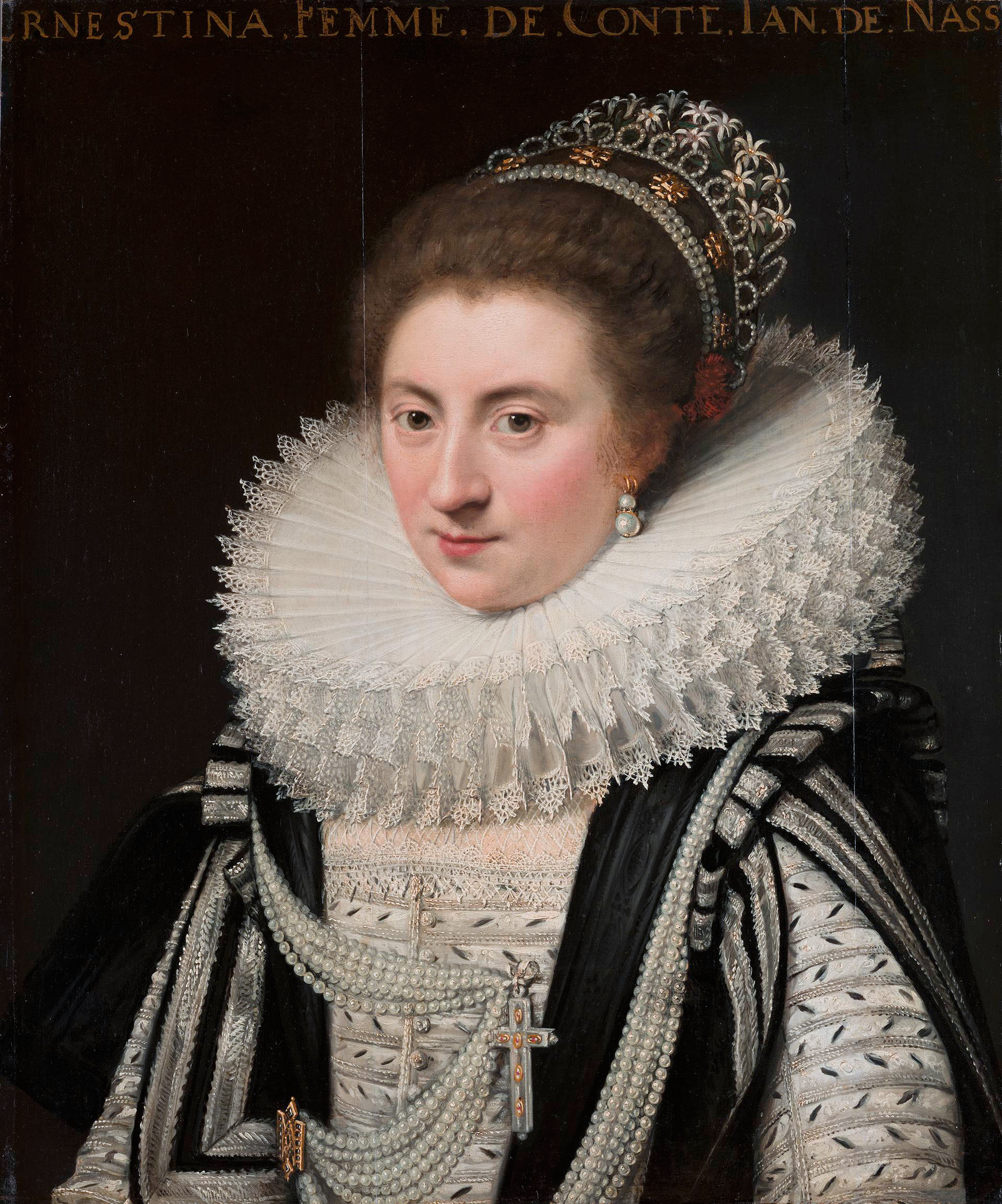
Ernestine-Yolande de Ligne.

4. Ernestine-Yolande de Ligne.Lambertine (née le 22 juin 1593), mariée le 30 juillet 1609 avec Philibert de La Baume (26 mars 1586 † après 1610 - mort d'une chute en courant le cerf), marquis de Saint-Martin, dont une fille. Veuve, elle épousa, par dispense, son beau-frère Jean Baptiste de La Baume (1593 † après 1640 - Grei), « baron de La Baume », seigneur de Saint-Romain, baron de Montmartin, marquis de Saint-Martin-le-Châtel, sans postérité ;
5. Ernestine-Yolande de Ligne (1594 † 4 juin 1668), princesse de Ligne, mariée le 13 août 1618 avec Jean VIII de Nassau-Siegen (29 septembre 1583 † 27 juillet 1638), comte de Nassau-Siegen, dont postérité.